# Lepanthes prolifera
Lepanthes prolifera är en orkidéart som beskrevs av Ernesto Foldats. Lepanthes prolifera ingår i släktet Lepanthes och familjen orkidéer. Inga underarter finns listade i Catalogue of Life.